# Philip Henry Gosse
Philip Henry Gosse (* 6 de abril de 1810 – 23 de agosto de 1888) fue un historiador natural británico, y divulgador científico; hoy día conocido por su intento de reconciliar la literalidad bíblica con el uniformismo, pero también conocido por su invención del acuario de agua salada, institucional y sus estudios de biología marina. 
Aunque más tarde fue eclipsado por su talentoso hijo, Edmund Gosse, Philip hizo importantes contribuciones al conocimiento de su época, aunque su fundamentalismo cristiano hizo que le resultara difícil de aceptar la teoría de la evolución biológica. 
Nació en Worcester en 1810 y de muchacho trabajó en las oficinas de la firma George Garland & Sons en la ciudad de Poole. En 1827 fue a Terranova como vendedor en los negocios de Slade, Elson & Co. 
Dejó Terranova por Compton, Canadá Inferior, donde se dedicó a la labranza durante tres años. Estuvo un breve tiempo enseñando y volvió a Inglaterra en 1839. Gosse era un estudiante brillante de la entomología de Terranova y un observador astuto de la sociedad.
Tras su regreso a Inglaterra, Gosse se casó con Emily Bowes, una cristiana devota que escribió siete folletos sobre el evangelio que conocieron varias reediciones y circularon ampliamente. Emily murió de forma dolorosa en su casa de Londres y no pudo acompañar nunca más a su marido a su chalet en la playa de St. Marychurch a estudiar su gran pasión- el mundo marino. Philip nunca se recuperó de la pérdida, publicó un libro sobre los últimos días de vida de su esposa y el entierro fue en el Abney Park Cemetery, en Stoke Newington.

## Juventud y libros
En los inicios de su carrera Gosse fue un popular escritor científico. Su primer trabajo, Entomología Terrae Novae fue el primer tratado científico sobre insectos canadienses. 
Otros trabajos suyos examinaron asuntos tales como la fauna jamaicana, la microscopía, América del Sur y su gran fascinación, la biología marina, que le llevó a la creación del acuario institucional en el zoológico de Londres en Regent's Park. Para ello se basó en parte en el trabajo de la zoóloga marina Anna Thynne. Pasó la vida escribiendo sobre estos y otros asuntos del mundo natural y también publicó varios libros de texto educativos (dos de los cuales trataban sobre zoología e historia natural). 
Entre los libros de historia natural de Gosse se encuentran Canadian Naturalist (1840), The Ocean (1844), Birds of Jamaica (1847), Naturalists Sojourn in Jamaica (1851), Aquarium (1854), A Manual of Marine Zoology (1855-56), Evenings at the Microscope (1859), A history of the British sea-anemones and corals (1860), The Romance of natural history (1860), and The Great Atlas Moth of Asia (1879). Sin embargo en 1857 publicó su libro más controvertido Omphalos: An Attempt to Untie the Geological Knot.

## La polémica delOmphalos
El problema de la edad de la Tierra había sido un tema controvertido durante gran parte del siglo XIX. Los trabajos de James Hutton sugerían que la Tierra era mucho, mucho más vieja de lo que la cronología bíblica daba por bueno. Sin importar el que uno creyera o no la fecha del 4004 a. C. propuesta por James Ussher, ninguna reconstrucción bíblica de la Tierra era lo suficientemente larga como para estar cerca del tiempo que implicaba la geología y más tarde la zoología.
Muchas teorías se habían propuesto antes de la publicación del Ónfalos (Omphalos). Entre ellas estaba la de que los “días bíblicos” eran metafóricos y se correspondían a períodos mucho más largos (llamada la “teoría del intervalo”). Otros propusieron que el tiempo podría haber trabajado de forma diferente antes de la Caída y aun otros apelaron directamente a la omnipotencia divina que podía haber hecho que edades geológicas aparentemente largas ocurrieran en periodos escasos de tiempo.
Gosse sin embargo puntualizó que la vida corría en círculos: nacimiento, muerte y nacimiento otra vez, lluvia del río al océano y lluvia otra vez. Gallinas que vienen de los huevos y huevos que vienen de las gallinas. Si uno asume la creación de la nada, tiene que haber vestigios de una existencia anterior que nunca existieron realmente, ya que sino ciertas cosas podrían no funcionar. El nombre de ónfalos hace referencia al debate del cristianismo primitivo sobre si Adán tenía o no ombligo, dado que la existencia del mismo implicaría su inexistente nacimiento de una madre inexistente: omphalos es ombligo en griego. Gosse recopiló varios cientos de páginas de pensamientos similares. Luego las vinculó diciendo que cuando se produjo la creación debía de haber una gran cantidad de hechos aparentemente relacionados pero que nunca habían ocurrido realmente. Él los llamó "procrónicos” que significa “fuera del tiempo”. ¿Por qué no razonar que los fósiles y estratos geológicos habían sido meramente objetos procrónicos de un tiempo no existente anterior a la Creación? A esto se le conoce como la “Hipótesis Omphalos”.
La propuesta de Gosse no convenció a ninguna de las partes del debate y su libro fue atacado por críticos de ambos lados del espectro. Tanto los inclinados a la teoría científica como los de mente religiosa consideraron que no podían aceptar que Dios gastara una broma tan enorme. Aquello simplemente no tenía sentido, por lo que era necesaria otra explicación. Dos años más tarde se publicó el origen de las especies de Charles Darwin y se hizo evidente otra salida al anillo sin fin de Gosse: más que un círculo, la historia de la vida era una espiral cada vez más extensa que emanaba de un solo punto en el pasado distante.

## Años finales
Gosse resultó muy afectado por la áspera recepción de su libro filosófico y dedicó gran parte del resto de su vida a la religión y las historias de crimen y misterio, aunque publicó un libro, Actinologia, en 1858-1860

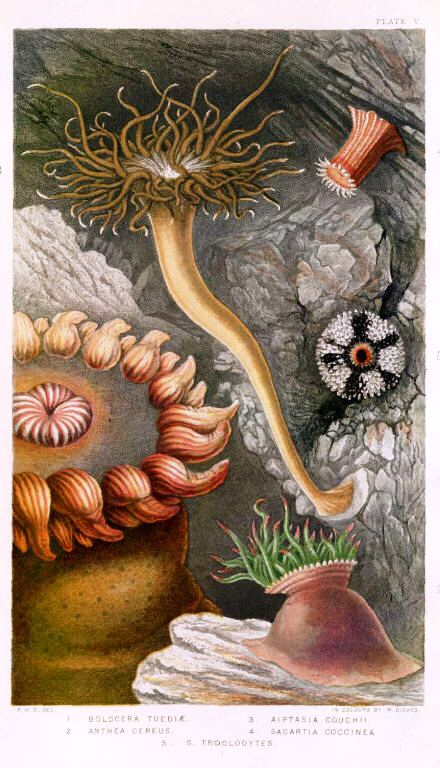
Ilustración de biología marina; Philip Henry Gosse, "British Sea-Anemone and Corals", 1860.

## Otros libros de Gosse
Gosse publicó otros libros además de los de historia natural. Entre sus trabajos (principalmente sobre historia bíblica y profecía) se encuentran:
- The Canadian Naturalist : a series of conversations on the natural history of Lower Canada (1840)
- An Introduction to Zoology (1844)
- The Ocean (1846), edition of 1874 under the title The Wonders of the Great Deep; or, the physical, animal, geological and vegetable curiosities of the ocean
- The 6000 years of the world's history now closing : a table of scripture chronology (1846)
- The Birds of Jamaica (1847)
- The monuments of ancient Egypt, and their relation to the Word of God (1847)
- Natural History. Mammalia (1848)
- Popular Ornithology; containing a familiar and technical description of the Birds of the British Isles (1849)
- Illustrations of the Birds of Jamaica (1849)
- Natural History. Birds (1849)
- The Ancient and Modern History of the Rivers of the Bible (1850)
- Natural History. Reptiles (1850)
- A Naturalist’s Sojourn in Jamaica (1851)
- The history of the Jews, from the Christian era to the dawn of the Reformation (1851)
- A Text-book of Zoology for schools (1851)
- Assyria : her manners and customs, art and arms; restored from her monuments (1852)
- Popular British Ornithology... (1853)
- Naturalist Rambles on the Devonshire Coast (1853)
- The Aquarium: an unveiling of the wonders of the deep sea (1854)
- Natural History. Mollusca (1854)
- A Handbook to the Marine Aquarium: containing Instructions for constructing, stocking, and maintaining a tank, and for collecting plants and animals (1855)
- Manual of Marine Zoology for the British Isles (1855-1856).
- Tenby (1856)
- A Memorial of the Last Days on Earth of Emily Gosse (1857)
- Omphalos: an attempt to untie the geological knot. (1857). Ed. modernas de 1998 y 2003
- Life in its Lower, Intermediate, and Higher Forms; or, manifestations of the divine wisdom in the natural history of animals (1857)
- Actinologia Britannica: a history of the British Sea-Anemones and Corals. (1858-60)
- Evenings at the Microscope: or, researches among the minute organs and forms of animal life (1859)
- Letters from Alabama, chiefly relating to Natural History (1859)
- The Romance of Natural History (1860-61)
- A Year at the Shore (1865)
- Land and Sea (1865)
- The Revelation. How is it to be interpreted? (1866)
- Imperial Bible-Dictionary (104 arts.) (1866)
- The High Numbers of the Pentateuch: are they trustworthy? (1871)
- The Prophetic Times (1871)
- Sacred streams: the ancient and modern history of the rivers of the Bible (1878)
- The mysteries of God: a series of expositions of Holy Scripture (1884)
- The Humanity of the Son of God: according to Scripture (1886)

## Biografías
Se puede leer la vida de Henry Gosse desde unos pocos años antes de la publicación del Omphalos hasta su muerte en el libro Father and Son (1907), escrito por su hijo, sir Edmund William Gosse, que fue un famoso biógrafo a finales del período victoriano Father and Son es la historia del joven Edmund para comprender y escribir sobre el mundo y de cómo su imaginación creativa fue ensombrecida por las convicciones religiosas puritanas de su padre. El libro de John Rendle-Short' Green Eye of the Storm (ISBN 0-85151-727-7 1998) argumenta que el anticristianismo resentido de Edmund deslustró el retrato de su padre.
El escritor Jorge Luis Borges es responsable de buena parte de la fama de Gosse actualmente, ya que su ensayo corto La creación y P.H.Gosse explora el rechazo que sufrió el Omphalos. Borges argumenta que dicho rechazo se produjo porque la teoría puso de manifiesto (si bien inadvertidamente) los absurdos de la historia del Génesis.
Stephen Jay Gould también escribió un ensayo sobre Gosse que se puede encontrar en su libro La sonrisa del pelícano (The Flamingo´s Smile)
La biografía definitiva de Philip Henry Gosse es Glimpses of the Wonderful de Ann Thwaite (2002).
Philip Gosse, el nieto de Henry Gosse, también fue un entusiasta de la historia natural y doctor titulado que publicó el libro "Memoirs of a Camp Follower" en marzo de 1934, publicado más adelante como A Naturalist goes to War (1942). Contiene sus recuerdos en el RAMC (Royal Army Medical Corps), el servicio médico de la armada británica en Francia y Bélgica de 1915 a 1917 y en La India de 1917 a 1918. Allí realizó mucho trabajo de campo: midió y recogió pelo de ratones, musarañas y mamíferos pequeños, que fueron enviados al museo de historia natural y también relata algunos horrores del ejército y anécdotas de la guerra.
Hay dos retratos de Gosse en la National Portrait Gallery.

## Abreviatura (zoología)
La abreviatura Gosse  se emplea para indicar a Philip Henry Gosse como autoridad en la descripción y taxonomía en zoología.

- La abreviatura «Gosse» se emplea para indicar a Philip Henry Gosse como autoridad en la descripción y clasificación científica de los vegetales.[2]